# Flughafen Sylt
De luchthaven Sylt (Duits: Flughafen Sylt) is een internationaal Duits vliegveld op het eiland Sylt, gelegen bij de plaats Westerland (Noord-Friesland). Het vliegveld bestaat sinds 1919 en verwerkte in 2022 iets meer dan 150.000 passagiers. Grootaandeelhouder met 77,5% van de aandelen is Insel Sylt Tourismus-Service GmbH. Het biedt verschillende lijndiensten, met vooral zomercharters, naar voornamelijk grote Duitse steden. Naast gemotoriseerde vliegtuigen wordt er ook met zweefvliegtuigen gebruik gemaakt van het vliegveld.